# (74309) 1998 TF32
(74309) 1998 TF32 – planetoida z pasa głównego asteroid okrążająca Słońce w ciągu 4,23 lat w średniej odległości 2,61 j.a. Odkryta 11 października 1998 roku.